# Tremandra
Tremandra (Tremandra) je rod rostlin z čeledi mastnoplodovité. Zahrnuje pouze dva druhy, které jsou oba endemity jihozápadní Austrálie. Jsou to vytrvalé polokeře s jednoduchými vstřícnými listy a pohlednými pětičetnými květy. Plodem je tobolka. Rostliny nemají ekonomický význam. V minulosti byl rod Tremandra spolu s dalšími dvěma rovněž australskými rody řazen do samostatné čeledi Tremandraceae.

## Popis
Tremandry jsou vzpřímené nebo poléhavé, vytrvalé polokeře, dorůstající výšky max. 2 metrů. Odění je složené převážně z hvězdovitých chlupů. Listy jsou jednoduché, vstřícné, někdy víceméně laločnaté, se zpeřenou nebo od báze trojžilnou žilnatinou, bez palistů. Květy jsou pětičetné, jednotlivé. Kališní i Korunní lístky jsou volné. Koruna je bílá, růžová nebo purpurová, lístky celokrajné, na vrcholu oblé. V květech je laločnatý disk. Tyčinek je 10 a jsou přirostlé k bázi semeníku. Semeník je zploštělý a obsahuje 2 komůrky, v nichž je po 1 až 2 vajíčkách. Plodem je tobolka pukající 2 chlopněmi a obsahující 1 až 2 semena.

## Rozšíření
Rod zahrnuje pouze dva druhy, které se oba vyskytují jako endemity výhradně při pobřeží jihozápadní Austrálie. Druh Tremandra stelligera se vyskytuje na široké paletě různých stanovišť, Tremandra diffusa převážně na žulových výchozech a nížinných planinách. Oba druhy rostou na hlinitých i písčitých půdách.

## Taxonomie a prehistorie
V minulosti byl rod Tremandra spolu s dalšími dvěma příbuznými australskými rody (Platytheca, Tetratheca) řazen do čeledi Tremandraceae, která byla v systému APG z roku 1998 součástí řádu Oxalidales. Výsledky fylogenetických studií ukázaly, že tato čeleď představuje vývojovou větev uvnitř vývojového stromu čeledi Elaeocarpaceae. Proto byly v další verzi APG II, vydané v roce 2003, obě čeledi sloučeny.
Uvedené 3 rody představují vývojovou větev čeledi Elaeocarpaceae, která se vyvinula z původně pralesních zástupců a přizpůsobila se vznikajícím suchým podmínkám v Austrálii v průběhu oligocénu a miocénu.

## Význam
Tremandry nemají ekonomický význam. Nejsou uváděny ze sbírek žádné české botanické zahrady.